# Cliff Eidelman
Cliff Eidelman (Los Angeles, 5 dicembre 1964) è un compositore e direttore d'orchestra statunitense.
Ha composto musiche per film e serie televisive, tra cui: Cristoforo Colombo - La scoperta, Rotta verso l'ignoto, Free Willy 3 - Il salvataggio e La verità è che non gli piaci abbastanza.

## Filmografia parziale

### Cinema
- Pubblifollia - A New York qualcuno impazzisce (Crazy People), regia di Tony Bill (1990)
- Fuori di testa (Delirious), regia di Tom Mankiewicz (1991)
- Rotta verso l'ignoto (Star Trek VI: The Undiscovered Country), regia di Nicholas Meyer (1991)
- Cristoforo Colombo - La scoperta (Christopher Columbus: The Discovery), regia di John Glen (1992)
- Vendesi miracolo (Leap of Faith), regia di Richard Pearce (1992)
- Qualcuno da amare (Untamed Heart), regia di Tony Bill (1993)
- The Meteor Man, regia di Robert Townsend (1993)
- Il mio primo bacio (My Girl 2), regia di Howard Zieff (1994)
- Uno strano scherzo del destino (A Simple Twist of Fate), regia di Gillies MacKinnon (1994)
- Amiche per sempre (Now and Then), regia di Lesli Linka Glatter (1995)
- L'amore è un trucco (The Beautician and the Beast), regia di Ken Kwapis (1997)
- Free Willy 3 - Il salvataggio (Free Willy 3: The Rescue), regia di Sam Pillsbury (1997)
- La voce dell'amore (One True Thing), regia di Carl Franklin (1998)
- Harrison's Flowers, regia di Elie Chouraqui (2000)
- In fuga per la libertà (An American Rhapsody), regia di Éva Gárdos (2001)
- Lizzie McGuire - Da liceale a popstar (The Lizzie McGuire Movie), regia di Jim Fall (2003)
- 4 amiche e un paio di jeans (The Sisterhood of the Traveling Pants), regia di Ken Kwapis (2005)
- La verità è che non gli piaci abbastanza (He's Just Not That into You), regia di Ken Kwapis (2009)
- Qualcosa di straordinario (Big Miracle), regia di Ken Kwapis (2012)

### Televisione
- I racconti della cripta (Tales from the Crypt) - serie TV, 1 episodio (1991)
- Tre vite allo specchio (If These Walls Could Talk) - film TV, regia di Nancy Savoca e Cher (1996)
- L'occhio gelido del testimone (Witness Protection) - film TV, regia di Richard Pierce (1999)

## Premi
- BMI Film & TV Award - vinto nel 2009 per La verità è che non gli piaci abbastanza.